# Henry Gordon Rice
Henry Gordon Rice (18. července 1920 – 14. dubna 2003) byl americký logik a matematik, známý zejména jako autor tří Riceových vět, klíčových vět teorie vyčíslitelnosti, poskytujících silný nástroj pro dokazování nerozhodnutelnosti problémů. Rice tyto věty dokázal v rámci své dizertační práce v roce 1951. Rice působil jako profesor matematiky na University of New Hampshire a od roku 1960 byl zaměstnán v Computer Sciences Corporation.